# Schloss Untertagstein
Das Schloss Untertagstein, auch Schloss Tagstein genannt, steht unweit von Thusis im Kanton Graubünden in der Schweiz.

## Lage
Das Schloss steht auf einem Geländesporn nordwestlich von Thusis bei Masein. Schloss Untertagstein ist heute ein Privatanwesen mit landwirtschaftlichen Nebengebäuden und nicht öffentlich zugänglich. Historisch steht es in Beziehung zur Höhenburg Obertagstein, einer spektakulär gelegenen Burgruine oberhalb von Thusis.

## Anlage
Vom einstigen Bergfried der Burg ist heute kaum mehr etwas erkennbar, wohl aber Grundmauern in den untersten Geschossen. Der ursprüngliche Burgturm wurde im Laufe der Jahrhunderte zu einem stattlichen Schloss mit herrschaftlichem Aussehen ausgebaut. Dem Burgenbuch von Graubünden. Otto P. Clavadetschers ist zu entnehmen, dass der älteste Gebäudeteil des Schlosses aus dem frühen 13. Jahrhundert stammt, wohl mit einem Vorläuferbau, urkundlich 1160 erwähnt. Der mittelalterliche Burgname Taxstaein lässt eher auf eine Ableitung von «Dachs» als von «Tag» schliessen.

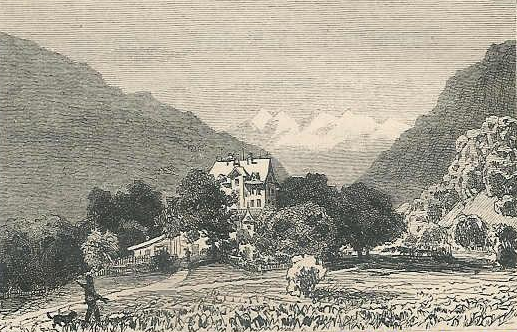
Ansicht von Untertagstein um 1890

## Geschichte
Die ursprüngliche Burg war der Sitz der Edlen von Masein, deren Geschlecht im 13. Jahrhundert erlosch. Die Besitzer der Burg waren 1316 das Geschlecht von Rialt (auch als Herren von Masein benannt) und um 1322 die Ministerialen von Bärenburg im Dienste der Freiherren von Vaz. Sie beherrschten hier an der alpinen Nord-Süd-Achse den Wegzugang zur Viamala (über den wilden Hinterrhein bei Thusis nach Hochjuvalt oder via Bärenburg) zum Schams und Richtung Süden, mit einem Nebenturm auf Obertagstein an der Wegroute.
1342 belehnten Kunigunde v. Vaz und ihr Gemahl Graf Friedrich VII. (Toggenburg) die Burg an die Gebrüder Hug, Sigfrid und Johann Thumb. Auf Untertagstein sassen die Vizdume des Klosters Cazis, in welcher Eigenschaft die Schauensteiner auf die Rink folgten. 1348 übergab Hug Thumb durch Heirat seinem Schwiegersohn Albrecht von Schauenstein alle Güter oberhalb der Landquart. Nach dessen Tod erbten Albrechts Nachfahren die Burg, 1385 verkaufte die Lindauer Klosterfrau Anna Schauenstein die vesti die undern Tagstain an die Freiherren von Rhäzüns. Später gingen weitere Erbteile (u. a. wird dabei auch die Burg Obertagstein erwähnt) an die Rhäzünser Freiherren. 1450 erhielt Gräfin Ursula von Hohenberg (geb. von Rhäzüns) per Gerichtsbeschluss Burgrechte und 1477 ist Rudolf Ringg, sesshaft zu Tachsstain, ein Lehensmann von Kaiser Friedrich.
Die Ringg blieben bis ins 16. Jahrhundert Lehensleute des Anwesens. Dieses wurde offenbar auch durch Lehensleute landwirtschaftlich genutzt, denn der Weidegang war wiederholt Streitfall mit der Gemeinde Masein. Um 1700 besassen die einflussreichen Flimser Capol das Rittergut. Ihre reformatorische Einstellung verhalf der Gemeinde Masein und weiteren Heinzenberger Gemeinden beim Auskauf der bischöflichen Rechte und führte ab 1709 zur Eigenständigkeit.
Die Flimser Johann Gaudenz von Capol und sein Bruder Oberst Herkules – beide Pensionenbezüger europäischer Fürstenhäuser – bauten das Schloss 1703–1706 herrschaftlich aus. Es diente Margaretha v. Salis-Capol, der Tochter des Obersten und holländischen Brigadiers Herkules von Capol bis 1733 als Wohnsitz. Ihre Schwester Maria v. Salis-Capol besass Schloss Seewis und die jüngere Schwester Dorothea Werdmüller war Herrin auf Schloss Oetlishausen. Zweige der Familie Salis-Tagstein vererbten Untertagstein bis zum Aussterben ihres Mannesstammes weiter.
1845 übernahm Johann Jakobus von Rischatsch das Anwesen für acht Jahre; er verkaufte es dann an Carl Augustin Golther von Ravensburg. 1898 waren die Besitzer Franz Rudolf von von Planta und seine Gemahlin Esther von Planta, in deren Nachfolge sich weitere Besitzer anreihen. Das Schloss steht seit Mai 2024 zum Verkauf.

## Baugeschichte
Ab dem 18. Jahrhundert wechselten die adligen Besitzerfamilien und das Schlossgut wurde verschiedentlich weiter ausgebaut, inklusive der angrenzenden Ökonomiegebäude. Nach einem Brand 1899 wurde es von den damaligen Besitzern von Planta historisierend neu aufgebaut. Die heutige Gestalt mit Krüppelwalmdach und überhöhter Turmpartie geht auf diesen Neuaufbau zurück, ebenso der Grossteil der Innenausstattung. An der Westfront über dem Eingangstor ist der Wappenstein Capol-Schorsch erkennbar. Die Gartenanlage mit Ecktürmchen stammt aus dem Jahr 1706.

## Trivia
Im Schloss Untertagstein spielt ein Teil der Handlung des Kriminalromans Schattengott von Uli Paulus.